# Transrapid 05
A Transrapid 05 a német Konsortium „Magnetbahn Transrapid“ által kifejlesztett maglev vonat volt. 
1979-ben készült el belőle egy szerelvény. A prototípus háromrészes motorvonat 68 személyes volt.